# Utricularia heterochroma
Utricularia heterochroma este o specie de plante carnivore din genul Utricularia, familia Lentibulariaceae, ordinul Lamiales, descrisă de Julian Alfred Steyermark. Conform Catalogue of Life specia Utricularia heterochroma nu are subspecii cunoscute.